# Société nationale Audubon
Pour les articles homonymes, voir Audubon.
La Société nationale Audubon (ou National Audubon Society) est une organisation environnementale américaine sans but lucratif qui a pour but la conservation de l’environnement. Fondée en 1905, elle est baptisée en l’honneur de l’ornithologue et naturaliste américain, d'origine française, Jean-Jacques Audubon (1785-1851) qui a beaucoup travaillé sur les oiseaux d’Amérique du Nord.
La société édite un magazine illustré, Audubon, sur la nature. Elle possède de nombreuses antennes locales qui se consacrent à l’observation des oiseaux et à la protection de l’environnement. Elle coordonne également le Recensement des oiseaux de Noël aux États-Unis.
Ses principaux bureaux sont situés à New York et à Washington. La société possède également des centres ouverts au public comme des refuges pour les oiseaux ou d’autres réserves naturelles (comme le Paul J. Rainey Wildlife Sanctuary, d’une superficie de plus de 100 km2 en Louisiane, ou le Sanctuaire Corkscrew Swamp en Floride). L’un de ses principaux objectifs est la formation du public à l’observation des oiseaux et à la protection des oiseaux.
La Société nationale Audubon comptait 41 000 membres en 1963, 142 000 en 1970 et 300 000 en 1978.